# Sonakshi Sinha
Sonakshi Sinha (Patna, 2 juni 1987) is een Indiaas actrice, zangeres en filantroop. In 2010 won ze de Filmfare Award “Beste Actrice” voor haar rol in de avonturenfilm “Dabangg”.

## Biografie
Sinha is op 2 juni 1987 in Patna geboren, als jongste kind en enige dochter van filmacteurs Shatrughan Sinha (geb. 1946) en Poonam Sinha (geb. 1949). Ze groeide op in een hindoeïstisch gezin en heeft twee oudere broers waaronder acteur Luv Sinha .

## Privéleven
Sinha is een dierenliefhebber en heeft geposeerd voor een PETA-campagne waarin ze pleitte voor de adoptie en sterilisatie van straathonden en katten. In 2024 stapte Sinha in het huwelijksbootje met acteur Zaheer Iqbal met wie zij samen heeft gespeeld in Double XL.

## Filmografie

### Films
| Jaar | Film                                 | Rol                         | Notitie                                       |
| ---- | ------------------------------------ | --------------------------- | --------------------------------------------- |
| 2010 | Dabangg                              | Rajjo Pandey                |                                               |
| 2012 | Rowdy Rathore                        | Paro                        |                                               |
| 2012 | Joker                                | Diva                        |                                               |
| 2012 | OMG – Oh My God                      |                             | in nummer "Go Go Govinda"                     |
| 2012 | Son of Sardaar                       | Sukhmeet Kaur Sandhu        |                                               |
| 2012 | Dabangg 2                            | Rajjo Pandey                |                                               |
| 2013 | Himmatwala                           |                             | in nummer "Thank God It's Friday"             |
| 2013 | Lootera                              | Pakhi Roy Chaudhary         |                                               |
| 2013 | Once Upon A Time In Mumbai Dobaara   | Jasmine Sheikh              |                                               |
| 2013 | Boss                                 |                             | in nummers "Party All Night" en "Har Kisi Ko" |
| 2013 | Bullett Raja                         | Mitali                      |                                               |
| 2013 | R... Rajkumar                        | Chanda                      |                                               |
| 2014 | Holiday: A Soldier Is Never Off Duty | Saiba Thapar                |                                               |
| 2014 | Action Jackson                       | Kushi                       |                                               |
| 2014 | Lingaa                               | Mani Bharathi               | Tamil film                                    |
| 2015 | Tevar                                | Radhika Mishra              | ook zangeres "Let's Celebrate"                |
| 2015 | All Is Well                          |                             | in nummer "Nachan Farrate"                    |
| 2016 | Akira                                | Akira                       | ook zangeres "Rajj Rajj Ke"                   |
| 2016 | Force 2                              | Kamaljit Kaur               |                                               |
| 2017 | Noor                                 | Noor Roy Chaudhary          | ook zangeres "Move Your Lakk"                 |
| 2017 | Ittefaq                              | Maya                        |                                               |
| 2018 | Welcome to New York                  | Jinal Patel                 |                                               |
| 2018 | Happy Phirr Bhag Jayegi              | Harpreet                    | ook zangeres "Chin Chin Choo"                 |
| 2018 | Yamla Pagla Deewana: Phir Se         |                             | gastoptreden en zangeres "Rafta Rafta"        |
| 2019 | Total Dhamaal                        |                             | in nummer "Mungda"                            |
| 2019 | Kalank                               | Satya Chaudhry              |                                               |
| 2019 | Khandaani Shafakhana                 | Babita Bedi                 |                                               |
| 2019 | Mission Mangal                       | Eka Gandhi                  |                                               |
| 2019 | Laal Kaptaan                         | Noor Bai                    |                                               |
| 2019 | Dabangg 3                            | Rajjo Pandey                |                                               |
| 2020 | Ghoomketu                            | haarzelf                    | gastoptreden                                  |
| 2021 | Bhuj: The Pride of India             | Sunderben Jetha Madharparya |                                               |
| 2022 | Double XL                            | Saira Khanna                |                                               |
| 2024 | Bade Miyan Chote Miyan               | Priya Dixit                 |                                               |
| 2024 | Kakuda                               | Indira/ Gomati              |                                               |
| 2025 | Nikita Roy                           | Nikita Roy                  |                                               |

### Webseries
| Jaar | Serie      | Rol              | Platform    |
| ---- | ---------- | ---------------- | ----------- |
| 2023 | Dahaad     | Anjali Bhaati    | Prime Video |
| 2024 | Heeramandi | Fareedan/ Rehana | Netflix     |